# Bullshit (Kartenspiel)
Bullshit ist ein Kartenspiel, das mit einem beliebigen Blatt gespielt wird. Es ist international bekannt, so unter anderem in Lateinamerika und Europa. In den USA als Bullshit oder I Doubt It, im VK als Cheat, im französischen Sprachgebiet heißt es le menteur (der Lügner). In Ostdeutschland ist das Spiel auch als Berliner Beschiss bekannt. Es kann von mindestens drei bis etwa sechs Spielern gespielt werden.

## Spielprinzip
Die Karten werden mit der Rückseite nach oben gespielt, wobei der Spieler sagt, was er spielt. Jedoch muss (und kann) dies nicht immer der Wahrheit entsprechen. Das Ass ist die einzige Karte, die nicht genannt werden darf.

### Variante 1
(international bekannt)
Die Karten werden in aufsteigender Reihenfolge gespielt und die Anzahl der Karten darf nicht verändert werden in einem „Zug“. (Spieler 1: 2 sechs, Spieler 2: 2 sieben, Spieler 3: 2 acht)
Der nachfolgende Spieler kann immer (aber muss nicht) über die gelegten Karten des Vorgängers entscheiden, ob jene richtig oder falsch sind, also nicht den angesagten Karten entsprechen. In diesem Falle sagt er „Bullshit“ in die Runde.
- Sagt er, sie seien richtig, und sie sind es, so scheidet der gesamte Stapel Karten aus dem Spiel aus, wobei die Karten nicht angeschaut werden dürfen.

Sind sie aber falsch, so muss er den ganzen Stapel auf die Hand nehmen.
- Sagt er, sie seien Bullshit, und sie sind es, so muss der Vorgänger den gesamten Stapel Karten auf die Hand nehmen.

Sind sie aber richtig, so muss er den ganzen Stapel auf die Hand nehmen.
Nach einer gewissen Zeit sind gewisse Karten vollständig aus dem Spiel ausgeschieden, können also nicht mehr gelegt werden. Dann kann jeder Spieler beim Legen sagen, welche draußen sind. (Bsp.: Spieler 1 müsste eine 6 legen. Er denkt 6 und 7 seien draußen, also sagt er „sechs draußen, sieben draußen, hier ist eine acht“.) Nun kann nur der nachfolgende Spieler das Gegenteil behaupten, in dem er ihm eine 7 zeigt, und jener dann den ganzen Stapel auf die Hand nimmt, währenddessen Spieler 2 seine 7 ablegt. Daraus folgt, dass je weniger Karten der nachfolgende Spieler hat, umso mehr kann behauptet werden, es sei schon fast alles draußen, auch wenn man die Karten selbst auf der Hand hat.
Gewonnen hat, wer als erster keine Karten mehr hat. Das Spiel ist beendet, sobald nur noch zwei Spieler Karten haben.

### Variante 2
(in der Westschweiz und in Norddeutschland (auch unter dem Namen „Lügen“) bekannt)
Es wird in einem Zug immer die gleiche Karte gespielt und die Anzahl der Karten darf von jedem Spieler frei gewählt werden pro „Zug“. (Spieler 1: 2 sechs, Spieler 2: 4 sechs, Spieler 3: 3 sechs )
Der nachfolgende Spieler kann immer (aber muss nicht) über die gelegten Karten des Vorgängers entscheiden, ob sie falsch (nicht jene Karten, die angesagt wurden „Bullshit“) sind.
- Sagt er sie seien Bullshit, und sie sind es, so muss der Vorgänger den gesamten Stapel Karten auf die Hand nehmen.

Sind sie aber richtig, so muss er den ganzen Stapel auf die Hand nehmen.
Gibt es im Stapel von einer Karte vier gleiche, scheiden diese aus.
Gewonnen hat, wer als erster keine Karten mehr hat. Das Spiel ist beendet, sobald nur noch ein Spieler Karten hat.